# تي-سكيول
Transact-SQL (T-SQL)' هو امتداد احتكاري لشركتي مايكروسوفت وسايبيز إلى إس كيو إل. وإس كيو إل هو واختصار للغة الاستعلامات البنيوية، وهي لغة حاسوب قياسية طُورت في الأصل على يد شركة آي بي إم للاستعلام، وتغيير وتحديد قواعد البيانات العلائقية، باستخدام عبارات اعلانية. يمتد T-SQL على مستوى لغة الاستعلامات البنيوية ليشمل البرمجة الإجرائية، والمتغيرات المحلية ومختلف وظائف دعم معالجة السلسلة، ومعالجة التاريخ، والرياضيات وغيرهم، وأيضا تغييرات على جمل حذف وUPDATE. هذه الخصائص الإضافية تجعل Transact-SQ كامل التورنغ.
ان Transact-SQL هو أساسي لاستخدام خادم مايكروسوفت إس كيو إل. وجميع التطبيقات التي تتصل مع مثيل من خادم إس كيو إل تقوم بالتصال عن طريق إرسال جمل Transact-SQL إلى الخادم، بغض النظر عن واجهة المستخدم التابعة للتطبيق.

## التحكم بالتدفق
تتضمن الكلمات الرئيسية للتحكم بالتدفق في BEGIN وEND وBREAK, CONTINUE وGOTO وIF and ELSE وRETURN, WAITFOR وWHILE.
تسمح IF و ELSE بتنفيذ مشروط. وهذه الجملة المُعدة ستقوم بطباعة " It is the weekend" إذا كان التاريخ الحالي هو يوم عطلة نهاية الأسبوع، أو " It is a weekday" إذا كان التاريخ الحالي هو يوم من أيام الأسبوع.
```
IF
 
DATEPART
(
dw
,
 
GETDATE
())
 
=
 
7
 
OR
 
DATEPART
(
dw
,
 
GETDATE
())
 
=
 
1

   
PRINT
 
'It is the weekend.'

ELSE

   
PRINT
 
'It is a weekday.'

```

ترمز BEGIN وEND إلى كتلة من الجمل. إذا كان التحكم في أكثر من جملة واحدة بواسطة الشرطي في المثال أعلاه، يمكننا استخدام BEGIN وEND كهذا:
```
IF
 
DATEPART
(
dw
,
 
GETDATE
())
 
=
 
7
 
OR
 
DATEPART
(
dw
,
 
GETDATE
())
 
=
 
1

BEGIN

   
PRINT
 
'It is the weekend.'

   
PRINT
 
'Get some rest!'

END

ELSE

BEGIN

   
PRINT
 
'It is a weekday.'

   
PRINT
 
'Get to work!'

END

```

وسوف تنتظر WAITFOR لمدة محددة من الوقت، أو حتى وقت محدد من اليوم. ويمكن استخدام الجملة لتأخير أو عرقلة التنفيذ حتى الوقت المحدد.
وتستخدم RETURN في العودة إلى الوراء فورا من إجراء تخزيني أو دالة.
تنهي BREAK حلقة WHILE، في حين تسبب CONTINUE تنفيذ التكرار التالي من الحلقة. تم إعطاء مثال من حلقة WHILE أدناه.
```
DECLARE
 
@i
 
nvarchar
(
50
)

SET
 
@i
 
=
 
0

WHILE
 
@i
 
<
 
5

BEGIN

   
PRINT
 
'Hello world.'

   
SET
 
@i
 
=
 
@i
 
+
 
1

END

```

## تغييرات جمل DELETE و UPDATE
في Transact-SQL، كلا من جمل DELETE و UPDATE تسمح بإضافة تابعة FROM، والتي تسمح بإدراج المفاصل.
يحذف هذا المثال كافة المستخدمين الذين تم وضع علامة «خمول» بجوارهم.
```
DELETE
 
users
 

  
FROM
 
users
 
as
 
u

  
JOIN
 
user_flags
 
as
 
f

    
ON
 
u
.
id
=
f
.
id

 
WHERE
 
f
.
name
 
=
 
'Idle'

```

## BULK INSERT
BULK INSERT هي جملة في Transact-SQL تنفذ عملية تحميل البيانات الضخمة، وإدراج صفوف متعددة في جدول، وقراءة البيانات من ملف تسلسل خارجي. وينتج من جراء استخدام BULK INSERT أداء أفضل من العمليات التي تصدر قضية جمل INSERT فردية لكل صف يتم إضافته. المزيد من التفاصيل متاحة على الصفحة Microsoft's MSDN page.

## وصلات خارجية
- Sybase Transact-SQL User's Guide
- Transact-SQL Reference for SQL Server 2000 (MSDN)
- Transact-SQL Reference for SQL Server 2005 (MSDN)
- Transact-SQL Reference for SQL Server 2008 (MSDN)